# Maurice Paléologue

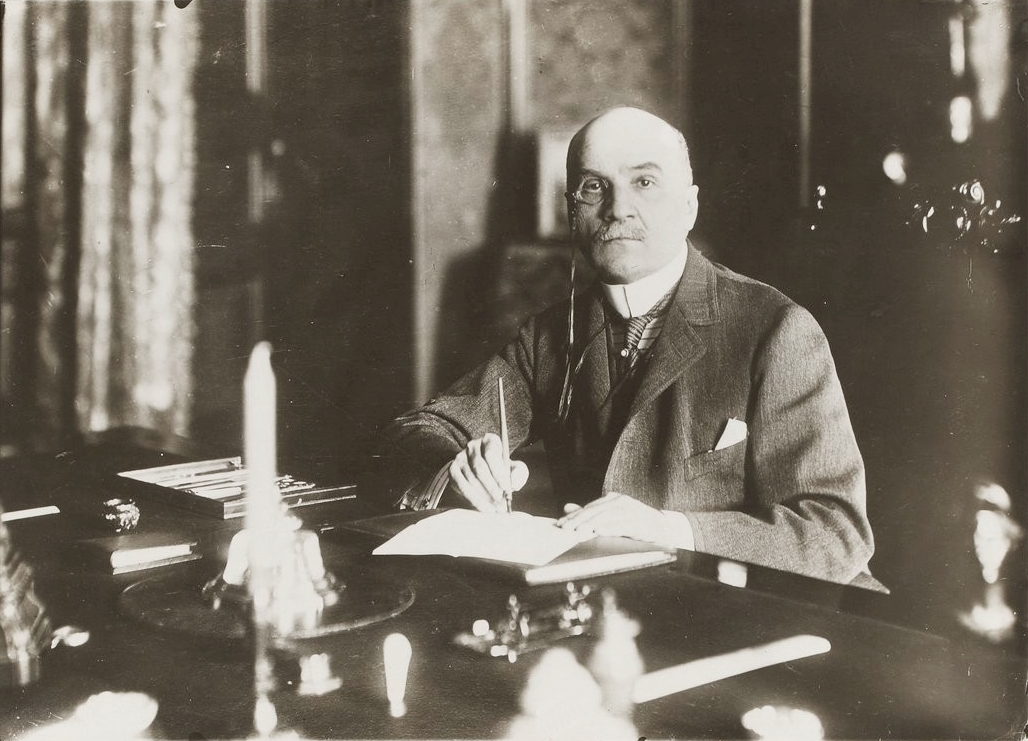
Maurice Paléologue (1914)

Maurice Georges Paléologue (* 13. Januar 1859 in Paris; † 21. November 1944 ebenda) war ein französischer Diplomat und Schriftsteller.

## Leben
Paléologue wurde als Sohn von Alexandru Paleologu, einem nach der Rumänischen Revolution von 1848 nach Frankreich geflüchteten Abkömmling einer walachischen Bojarenfamilie und dessen aus Belgien stammender Ehefrau geboren. Sein Vater hatte als illegitimes Kind den Geburtsnamen seiner Großmutter mütterlicherseits erhalten. Inwieweit der Name auf das byzantinische Herrscherhaus der Palaiologen zurückzuführen ist, ist unsicher. Paléologue war allerdings zeit seines Lebens auf diese vermutete Abstammung stolz.
Zu seinen Klassenkameraden auf dem Lycée Louis-le-Grand gehörten unter anderem die späteren Präsidenten Alexandre Millerand und Raymond Poincaré, vor allem letzterer gehörte in späteren Jahren zu seinen politischen Förderern. Nach dem Jurastudium trat Paléologue bereits mit 21 Jahren 1880 in den Dienst des französischen Außenministeriums ein. Zunächst absolvierte er nachgeordnete Posten in Tanger, Peking und Rom. Außenminister Théophile Delcassé ernannte ihn 1901 zum Ministre plénipotentiaire und förderte seine Karriere besonders. Paléologue galt als „Entdeckung“ von Delcassé. Paléologue schaffte es auch über seine Familie, sich im Außenministerium gut zu vernetzen, er war Schwager von Paul und Jules Cambon, den französischen Botschaftern in London und Berlin.
Mit dem Sturz von Delcassé sank sein Stern zunächst und er ging ab 1907 als Botschafter nach Sofia. Von dort rief ihn der neue Ministerpräsident Poincaré 1912 nach Paris zurück und ernannte ihn zum Direktor der politischen Abteilung am Quai d’Orsay, dem Sitz des Außenministeriums. Zwar hatte es wiederholt Kritik an seinen Berichten aus Bulgarien gegeben, Poincaré fand in Paléologue jedoch einen Mitarbeiter, der vor allem seine Positionen gegenüber dem Deutschen Kaiserreich teilte. In dieser Funktion förderte er besonders die Entwicklung der Triple Entente und vor allem die Französisch-Russische Allianz. Ebenso bestärkte er Poincaré im französischen Engagement auf dem Balkan.
Im Januar 1914 wurde Paléologue zum französischen Botschafter am Zarenhof in St. Petersburg ernannt. Während der Julikrise bestärkte er das russische Zarenreich in seiner harten Haltung gegenüber den Mittelmächten. Paléologue blieb während des Ersten Weltkriegs bis zur Oktoberrevolution Botschafter in Russland.
Unter seinem ehemaligen Schulkameraden Millerand wurde er nach dessen Übernahme des Ministerpräsidentenamtes im Jahr 1920 Generalsekretär im Außenministerium. Bereits im Folgejahr ging er in den Ruhestand und konzentrierte sich auf seine Tätigkeit als Schriftsteller, die er bereits während seiner diplomatischen Karriere begonnen hatte. Bekannt wurde er als Publizist vor allem mit seinem Werk über seine Jahre am Zarenhof während des Krieges (La Russie des Tsars pendant la grande guerre), das 1922 erschien. Daneben publizierte er unter anderem Werke über die letzte Zarin Alexandra Fjodorowna, Graf Cavour und Kaiserin Elisabeth von Österreich. 1928 wurde Paléologue zum Mitglied der Académie française ernannt. Er starb 1944 in Paris.

## Werke (Auswahl)
- Der tragische Roman des Kaisers Alexander II. Übersetzung von N. Collin. Kurt Ehrlich Verlag, Berlin 1925
- Am Zarenhof während des Weltkriegs. Tagebücher und Betrachtungen des französischen Botschafters in Petersburg. Zwei Bände. Einleitung von Benno von Siebert. Übersetzung von Leontine Rottenberg. Verlag F. Bruckmann, München 1925
- Vertrauliche Gespräche mit der Kaiserin Eugénie. Übersetzung von Else und Karl Werkmann. Paul Aretz Verlag, Dresden 1928
- Cavour. Ein großer Realist. Übersetzung von Paul Baudisch. S. Fischer Verlag, Berlin 1928
- Drei Diplomaten. Talleyrand, Metternich, Chateaubriand. Übersetzung von Marta Flersheim. Verlag Julius Bard, Berlin 1929
- Alexander I. Der rätselhafte Zar. Übersetzung von Willy Grabert. Paul Neff Verlag, Berlin 1937
- Kaiserin Elisabeth von Österreich. Übersetzung von Paul Aretz. Alfred Scherz Verlag, Bern 1946
- Wilhelm II. und Nikolaus II. Übersetzung von Paul Aretz. Alfred Scherz Verlag, Bern 1947
- Tagebuch der Affäre Dreyfus. Übersetzung von Helmut Lindemann. Deutsche Verlags-Anstalt, Stuttgart 1957
- Das Ende der Romanows. Bearbeitung von Christoph Meyer. Bruckmann Verlag, München 1962